# Église Saint-Pierre-Apôtre d'Alfortville
L'église Saint-Pierre-Apôtre d'Alfortville est une église paroissiale située dans la commune d'Alfortville.
Elle tire son nom du quartier dit de l'Île-Saint-Pierre : trois petits fiefs furent vendus entre 1362 et 1387 à la seigneurie de Maisons. On trouve en 1441 pour la première fois la mention de Noes Saint Pierre ; le mot Noue, hérité du gaulois nauda signifiant « prairie humide », « marécage ». En 1663, l'archevêque de Paris, Jean-François Paul de Gondi, réunit tous ces terrains sous le nom de fief Saint Pierre pour Roger Robineau.
Dans les années 1920, le curé de la paroisse Notre-Dame fait ériger une chapelle.
Suscitée par l'abbé Lasseyte, une nouvelle église est construite entre 1931 (première pierre le 26 juillet) et 1934 par Paul Tournon qui va rester inachevée plusieurs années. Elle était dominée d'une très haute statue en ciment de saint Pierre apôtre, œuvre du sculpteur Carlo Sarrabezolles (1888-1971) qui fut remplacée dans les années quatre-vingt par un clocher.
L'église a complètement été reconstruite par l'architecte Michèle Roblot, et consacrée à nouveau en 2009,. 

### Articles liés
- Église Notre-Dame d'Alfortville
- Diocèse de Créteil